# Adalberto Donadelli Júnior
Adalberto Donadelli Júnior (* 26. Dezember 1974 in Paranavaí, Paraná) ist ein brasilianischer römisch-katholischer Geistlicher und Bischof von Rio do Sul.

## Leben
Adalberto Donadelli Júnior wurde am 23. Februar 1975 in der Kathedrale São Sebastião getauft und besuchte ab 1990 das Kleine Seminar der Kongregation der Diener der Armen in Curitiba. Von 1997 bis 1999 studierte er Philosophie an der Faculdade São Basílio Magno in Curitiba und von 2000 bis 2003 Katholische Theologie an der Faculdade Católica de Santa Catarina in Florianópolis. Er wurde am 14. August 2004 zum Diakon geweiht und empfing am 16. Oktober desselben Jahres durch den Bischof von Joinville, Orlando Brandes, das Sakrament der Priesterweihe für das Bistum Joinville.
Nach der Priesterweihe war Adalberto Donadelli Júnior zunächst als Pfarrvikar der Pfarreien Senhor Bom Jesus in Guaramirim (2004–2005) und Cristo Ressuscitado in Joinville (2005–2006) tätig, bevor er Rektor des Kleinen Seminars Divino Espírito Santo in Joinville wurde. Daneben belegte er 2003 bei der Organização Guará de Ensino Kurse in den Fächern Parapsychologie und Religionswissenschaft. 2009 wurde er für weiterführende Studien nach Rom entsandt, wo er 2011 an der Päpstlichen Fakultät Teresianum mit der von Giovanni Grosso OCarm betreuten Arbeit A Espiritualidade de comunhão na formação dos seminaristas: casa de formação, escola de comunhão („Die Spiritualität der Gemeinschaft in der Ausbildung der Seminaristen: Haus der Ausbildung, Schule der Gemeinschaft“) ein Lizenziat im Fach Spirituelle Theologie erwarb. Außerdem trat er 2009 der Fokolarbewegung bei und absolvierte einen Kurs am Ausbildungszentrum der Bewegung in Loppiano.
Nach der Rückkehr in seine Heimat fungierte Adalberto Donadelli Júnior von 2011 bis 2018 als Regens des Priesterseminars Nossa Senhora de Guadalupe in Florianópolis. Zudem wirkte er kurzzeitig als Pfarradministrator der Pfarrei São Luís Gonzaga in Joinville (2013) und als Pfarrer der Pfarrei Nossa Senhora do Rosário (2014). Ferner koordinierte er von 2012 bis 2014 die Pastoral im Bistum Joinville. In dieser Zeit gehörte er überdies dem Priesterrat und dem Konsultorenkollegium des Bistums an. Von 2014 bis 2015 war er zusätzlich Pfarrvikar der Pfarrei São João Batista in Joinville und von 2016 bis 2019 Pfarrer der Pfarrei São João Batista in Garuva. Ab 2019 war Adalberto Donadelli Júnior Regens des Priesterseminars São Francisco Xavier in Brusque. Daneben lehrte er von 2011 bis 2023 an der Faculdade de Teologia de Santa Catarina (FACASC) und von 2018 bis 2019 an der Katholischen Universität von Santa Catarina. Außerdem war er bereits ab 2013 geistlicher Berater der Equipes de Nossa Senhora und ab 2024 Präsident der Organização dos Seminários e Institutos do Brasil (OSIB) in der Region Sul 4 der Brasilianischen Bischofskonferenz. Darüber hinaus gehörte er ab 2019 erneut dem Priesterrat und dem Konsultorenkollegium des Bistums Joinville an.
Am 7. Juni 2024 ernannte ihn Papst Franziskus zum Bischof von Rio do Sul. Der Bischof von Joinville, Francisco Carlos Bach, spendete ihm am 10. August desselben Jahres in der Kirche Nossa Senhora do Perpétuo Socorro in Joinville die Bischofsweihe; Mitkonsekratoren waren der Erzbischof von Aparecida, Orlando Brandes, und der Weihbischof in Florianópolis, Onécimo Alberton. Die Amtseinführung erfolgte am 24. August 2024. Sein Wahlspruch Fiat mihi secundum verbum tuum („Mir geschehe, wie du es gesagt hast“) stammt aus Lk 1,38 .